# Nicholas Kove
Nicholas Kove (Anarcs, 1891 – Londra, 17 marzo 1958) è stato un imprenditore ungherese naturalizzato inglese fondatore della Airfix.

## Biografia
Nato Miklos Klein, cambiò il proprio cognome in Kove. Uomo energico e pieno di risorse, fu ufficiale di cavalleria durante la prima guerra mondiale nell'esercito austroungarico. Fu catturato dai russi e internato. Scappò in Siberia e impiegò quattro mesi prima di ritornare a casa.
Dopo la guerra lavorò come sottosegretario nel governo di Béla Kun. Successivamente emigrò nel 1922 in Algeria con la moglie Clothilde e la figlia piccola Margit. Nel 1934 si spostarono a Barcellona dove fondò un'azienda di stampaggio di materie plastiche. Allo scoppio della guerra civile spagnola, nell'agosto del 1936, si spostarono a Milano; qui brevettò un procedimento chiamato "Interfix".
Nell'autunno del 1938 da Milano si trasferirono a Londra, dove fondò la Airfix-Products.
Causa un intervento chirurgico per un cancro nel 1950, prese come assistente Ralph Ehrmann, che insieme a John Gray persuase Kove ad entrare nel mondo delle scatole di montaggio.
Dopo aver visto la Airfix in liquidazione nel 1957, Kove morì a casa sua presso il civico 252 di Finchley Road a Londra nel marzo del 1958, tre settimane dopo la morte di sua moglie. 
La figlia Margaret Elliott ereditò i beni di Kove. Giocatrice d'azzardo e con vita mondana, cedette le quote di maggioranza della Airfix.